# MacOS Big Sur
macOS Big Sur (phiên bản 11.0) là phiên bản chính tiếp theo của macOS, hệ điều hành máy tính để bàn của Apple Inc. cho máy tính Macintosh. Đây là phiên bản kế tiếp của macOS Catalina (version 10.15) và đã được công bố tại Hội nghị các nhà phát triển toàn cầu Apple năm 2020 vào ngày 22 tháng 6 năm 2020. Nó được đặt tên theo khu vực ven biển của Big Sur ở Bờ biển miền Trung California. Lần đầu tiên kể từ khi phát hành Mac OS X Public Beta vào năm 2000, số phiên bản chính của hệ điều hành đã được tăng lên.
macOS Big Sur thiết kế lại giao diện người dùng, hỗ trợ cho các ứng dụng iOS và iPadOS đối với máy Mac chạy chip Apple Silicon (như chip M1) và được thiết kế để tận dụng lợi thế của bộ xử lý ARM trong máy Mac chạy chip Apple Silicon.

## Lịch sử phát hành
Bản phát hành rộng rãi của Big Sur bắt đầu từ phiên bản 11.0.1 cho Mac chạy chip Intel. Phiên bản 11.0 được cài đặt sẵn trên Mac chạy chip Apple Silicon, và Apple khuyên nên update lên phiên bản 11.0.1.
|  | Bản phát hành trước đó |  | Bản phát hành hiện tại |  | Bản phát hành đang phát triển |

| Phiên bản | Build   | Ngày phát hành    | Phiên bảnDarwin         | Ghi chép về phiên bản          | Ghi chú                                                                             |
| --------- | ------- | ----------------- | ----------------------- | ------------------------------ | ----------------------------------------------------------------------------------- |
| 11.0      | 20A2411 | N/A               | 20.1.0 xnu-7195.41.8~9  | N/A                            | Được cài đặt sẵn Late 2020 MacBook Air, Late 2020 MacBook Pro, và 2020 Mac Mini     |
| 11.0.1    | 20B29   | 12 tháng 11, 2020 | 20.1.0 xnu-7195.50.7~2  | Security content               | Bản phát hành rộng rãi ban đầu                                                      |
| 11.0.1    | 20B50   | 19 tháng 11, 2020 | 20.1.0 xnu-7195.50.7~2  |                                | Có sẵn cho tất cả các dòng máy Mac ngoại trừ Late 2013 and Mid 2014 13" MacBook Pro |
| 11.1      | 20C69   | 14 tháng 12, 2020 | 20.2.0 xnu-7195.60.75~1 | Release Notes Security content |                                                                                     |

| phiên bản | ngày phát hành     | ghi chép về phiên bản | ghi chú |
| --------- | ------------------ | --- | --- |
| 11.2      | 12/11/2020         | có : - Tạo Memoji - Đính kèm được hình ảnh động vui nhộn vào trong tin nhắn - Ghim được các cuộc hội thoại mà bạn muốn để ở đầu - Gửi câu trả lời cho những người tham gia bằng cách nhập tên họ cùng với ký tự @ trong Group chat. - Màn hình ngoài có thể hiển thị màn hình đen khi được kết nối với ‌Mac mini‌ (‌M1‌, 2020) bằng bộ chuyển đổi HDMI sang DVI - Các chỉnh sửa đối với ảnh trên ứng dụng Apple ProRAW trong ứng dụng Ảnh có thể không lưu - iCloud Drive‌ có thể tắt sau khi tắt tùy chọn ‌iCloud Drive‌ Desktop & Documents Folders - Tùy chọn Hệ thống có thể không mở khóa khi nhập mật khẩu quản trị viên của bạn - Giao diện Control Center, Dock và Widget trên Big Sur giống iOS hơn - Thanh dock được bo cong - Safari hiệu năng hơn đến 50% ở macOS Big Sur - Macos Big Sur, ở thời điểm hiện tại, chạy tốt hơn với chip M1 - Máy chạy các tác vụ mượt hơn, ít tình trạng giật lag xảy ra - Không bị lỗi Touch ID như trên các trang mạng đã nói - Safari thật sự rất nhanh (đúng như quảng cáo), tuy nhiên Chrome vẫn nhanh như mọi khi, không hạn chế - Giao diện đẹp, có cảm giác tối giản hơn, mang lại cảm giác làm việc hơn - Cách bố trí của thanh tác vụ bên trên máy giống như trên iOS hơn, sử dụng thân thiện người dùng hơn - Nhiệt độ máy: Máy tuy vẫn xảy ra tình trạng ấm máy khi chạy tác vụ cao nhưng nhiệt đổ máy không cao như khi chạy Cataline. - Các phần mềm Photoshop, Word sau khi update chạy vẫn như bình thường, có nghĩa nếu các bạn có chạy các phần mềm cờ rack trên Cataline thì vẫn chạy bình thường sau khi update lên MacOS Big Sur (tuy nhiên, vẫn chậm, vì Macbook chạy các tác vụ Excel, Words tệ như từ trước đến giờ mà) | chỉ hỗ trợ máy: - Mac mini 2014 trở về sau - MacBook Pro từ cuối 2013 trở về sau - MacBook (12 inch) 2015 trở về sau - MacBook Air 2013 trở về sau - iMac 2014 trở về sau - iMac Pro 2017 trở về sau |
| 11.2.1    | 15 Tháng Hai, 2021 | có: vá bảo mật | hỗ trợ: tất cả máy mac |
| 11.2.2    | 25 Tháng Hai, 2021 | có: vá lỗi khi kết nối với các hub bên thứ 3 trên các macbook apple silicon | hỗ trợ: tất cả máy mac |

## Yêu cầu cấu hình
Không giống như macOS Catalina hỗ trợ mọi cấu hình máy Mac tiêu chuẩn mà Mojave hỗ trợ, Big Sur ngừng hỗ trợ cho nhiều máy Mac khác nhau được phát hành vào năm 2012 và 2013. Big Sur chạy trên các máy Mac sau: 
- MacBook Air (2013 và mới hơn)
- MacBook Pro (cuối năm 2013 và mới hơn)
- MacBook (2015 và mới hơn)
- iMac (2014 và mới hơn)
- iMac Pro (2017 và mới hơn)
- Mac mini (2014 và mới hơn)
- Mac Pro (2013 và mới hơn)
- Developer Transition Kit

Bằng cách sử dụng các công cụ vá lỗi, macOS Big Sur có thể được cài đặt trên các máy tính cũ không được hỗ trợ chính thức, chẳng hạn như iMac 2012 và MacBook Pro 2012.[12] Sử dụng các phương pháp này, có thể cài đặt macOS Big Sur trên các máy tính cũ như MacBook Pro và iMac 2008 và Mac Mini 2009

## Thay đổi

### Thiết kế
macOS Big Sur làm mới thiết kế giao diện người dùng, được Apple mô tả là thay đổi lớn nhất kể từ khi giới thiệu Mac OS X.  Những thay đổi của nó bao gồm độ trong mờ ở nhiều nơi, lần đầu tiên có hình nền trừu tượng mới và bảng màu mới . Tất cả các ứng dụng mặc định, cũng như Dock và Thanh Menu, được thiết kế lại và sắp xếp hợp lý, đồng thời các biểu tượng của chúng hiện có hình dạng vuông tròn giống như ứng dụng iOS và iPadOS.  So với iOS, các biểu tượng của Big Sur bao gồm nhiều bóng và vùng sáng hơn để mang lại hình thức ba chiều. Tính thẩm mỹ của nó đã được mô tả là " neoskeuomorphism ", một từ ghép giữa neo-"mới" và skeuomorphism .  Âm thanh hệ thống cũng được làm lại.
Hệ điều hành mới cũng mang đến sự tích hợp hơn nữa với Ngôn ngữ thiết kế biểu tượng SF của Apple , cho phép các nhà phát triển bên thứ ba dễ dàng hơn trong việc sử dụng làm thành phần giao diện người dùng cho các ứng dụng của họ thông qua AppKit , SwiftUI và Catalyst , giúp hợp nhất các ứng dụng của bên thứ ba với ngôn ngữ thiết kế của Apple .

### Giao diện

#### Trung tâm điều khiển
Một giao diện với các chuyển đổi nhanh cho Wi-Fi , Bluetooth , độ sáng màn hình và âm lượng hệ thống đã được thêm vào thanh menu.  Giao diện này có chức năng và hình ảnh tương tự như Trung tâm điều khiển trên iOS và iPadOS .

#### Trung tâm thông báo
Trung tâm thông báo được thiết kế lại, có các thông báo tương tác và giao diện người dùng minh bạch. Trung tâm thông báo cũng có hệ thống tiện ích con mới tương tự như trong iOS 14 , hiển thị nhiều thông tin hơn với nhiều tùy chỉnh hơn so với trước đây. 

### Hệ thống

#### Hỗ trợ cho Apple silicon
macOS Big Sur là bản phát hành đầu tiên của macOS dành cho máy Mac được hỗ trợ bởi bộ xử lý dựa trên ARM64 do Apple thiết kế , một phần quan trọng trong quá trình chuyển đổi từ bộ xử lý dựa trên Intel x86-64 .  Con chip được đề cập trong các video demo và được sử dụng trong Developer Transition Kit là A12Z Bionic . Vào ngày 10 tháng 11 năm 2020, Apple đã công bố chip silicon Mac Apple đầu tiên, Apple M1 , trong Mac Mini, MacBook Air và MacBook Pro cuối năm 2020.  Apple đã nói rằng họ sẽ hỗ trợ máy Mac của Intel "trong nhiều năm tới",  và hầu hết các phần mềm chưa được chuyển sang chạy trên máy Mac ARM đều có thể sử dụng Rosetta 2 , một bản cập nhật của cơ chế tương thích ban đầu được phát triển cho quá trình chuyển đổi PowerPC sang Intel x86 . Tương tự như vậy, Apple cũng giới thiệu một định dạng nhị phân phổ dụng được cập nhật, Universal 2 , cho phép các nhà phát triển đóng gói các ứng dụng của họ để chúng có thể chạy tự nhiên trên cả bộ xử lý ARM64 và x86-64. 

#### Hỗ trợ cho các ứng dụng iOS và iPadOS [ chỉnh sửa ]
Trên máy Mac dựa trên Apple silicon , macOS Big Sur có thể chạy các ứng dụng iOS và iPadOS nguyên bản và không cần bất kỳ sửa đổi nào từ nhà phát triển, ngoài việc cho phép ứng dụng có sẵn trên Mac App Store.  Những máy Mac đầu tiên có khả năng này là những máy sử dụng Apple M1 SoC (hệ thống trên chip).

#### Đại tu Time Machine
Time Machine , cơ chế sao lưu được giới thiệu trở lại trong Mac OS X 10.5 Leopard , đã được đại tu để sử dụng hệ thống tệp APFS (được giới thiệu trong MacOS High Sierra ) thay vì HFS+ đã lỗi thời . Cụ thể, phiên bản mới của Time Machine sử dụng công nghệ chụp nhanh của APFS . Theo Apple, điều này cho phép "sao lưu nhanh hơn, nhỏ gọn hơn và đáng tin cậy hơn" so với khả năng trước đây với các đích sao lưu có định dạng HFS+ . Một đánh giá độc lập về khiếu nại này cho thấy rằng Time Machine trên macOS 11 kết hợp với APFS nhanh hơn 2,75 lần khi sao lưu cục bộ ban đầu và nhanh hơn 4 lần khi sao lưu tiếp theo so với triển khai Time Machine của macOS 10.15 bằng HFS+.  Một lợi thế khiêm tốn hơn nhưng vẫn đáng kể cũng đã được ghi nhận đối với các bản sao lưu vào các đĩa gắn mạng. 
Các đích sao lưu Time Machine cục bộ mới (tức là được kết nối với USB hoặc Thunderbolt) và được kết nối mạng được định dạng là APFS theo mặc định, mặc dù Time Machine có thể tiếp tục sao lưu vào ổ đĩa sao lưu HFS+ hiện có.  Không có tùy chọn để chuyển đổi các bản sao lưu dựa trên HFS+ hiện có sang APFS; thay vào đó, những người dùng muốn hưởng lợi từ những lợi thế của việc triển khai Time Machine mới, dựa trên APFS cần phải bắt đầu với một khối lượng mới. 
Trong phiên bản mới của Time Machine, mã hóa dường như là bắt buộc (thay vì chỉ là tùy chọn) đối với các đĩa cục bộ, nhưng nó vẫn là tùy chọn đối với các ổ đĩa được nối mạng. 
Không thể khôi phục toàn bộ hệ thống bằng cách sử dụng bản sao lưu Time Machine vì ổ đĩa hệ thống đã ký không được sao lưu. Các ứng dụng không phải cốt lõi và dữ liệu người dùng có thể được khôi phục đầy đủ bằng cách sử dụng Migration Assistant, trước khi cài đặt lại hệ thống nếu cần. [ cần dẫn nguồn ]

#### Spotlight
Spotlight , cơ chế tìm kiếm và lập chỉ mục hệ thống tệp được giới thiệu trong Mac OS X 10.4 Tiger ,nay nhanh hơn với giao diện đã được tinh chỉnh. Spotlight hiện là cơ chế tìm kiếm mặc định trong Safari, Pages và Keynote. 

#### Định dạng hệ thống đã ký
Ổ đĩa hệ thống chứa hệ điều hành lõi được ký bằng mật mã . Apple cho biết đây là một biện pháp bảo mật để ngăn chặn giả mạo độc hại.  Điều này bao gồm việc thêm hàm hash SHA-256 cho mọi tệp trên ổ đĩa hệ thống, ngăn các thay đổi từ thực thể bên thứ ba và người dùng cuối. 

#### Cập nhật phần mềm
Các bản cập nhật phần mềm có thể bắt đầu ở chế độ nền trước khi khởi động lại, do đó cần ít thời gian ngừng hoạt động hơn để hoàn thành. Do các tệp hệ thống được ký bằng mật mã nên phần mềm cập nhật có thể dựa vào việc chúng nằm ở các vị trí chính xác, do đó cho phép chúng được cập nhật tại chỗ một cách hiệu quả. 

#### Mã hóa [ chỉnh sửa ]
macOS Big Sur hỗ trợ mã hóa ở cấp độ tệp. Các phiên bản trước của macOS (10.15 Catalina trở lên) chỉ hỗ trợ mã hóa ở cấp toàn bộ ổ đĩa.  Kể từ tháng 6 năm 2020, khả năng này được biết là tương thích với máy Mac dựa trên silicon của Apple; không rõ liệu nó có tương thích với máy Mac dựa trên Intel hay không. 

### Những thay đổi khác [ chỉnh sửa ]
- Từ điển song ngữ Pháp–Đức, Indonesia–Anh, Nhật–Trung giản thể và Ba Lan–Anh
- Đầu vào dự đoán tốt hơn cho người dùng Trung Quốc và Nhật Bản
- Phông chữ mới cho người dùng Ấn Độ
- Tiện ích "Đang phát" đã được chuyển từ Trung tâm thông báo sang Thanh menu
- Tính năng "Nghe ngay" của Podcast
- Sự nổi bật của ngôn ngữ ký hiệu FaceTime
- Tiện ích mạng đã bị xóa
- Âm thanh khởi động macOS hiện được bật theo mặc định (âm thanh này đã bị tắt theo mặc định trên một số máy được phát hành vào năm 2016) và một tùy chọn trong Tùy chọn hệ thống đã được thêm vào để bật hoặc tắt chức năng này

## Tính năng mới cho ứng dụng
|  | Phần này ở định dạng danh sách nhưng có thể đọc tốt hơn ở dạng văn xuôi . Bạn có thể giúp bằng cách chuyển đổi phần này , nếu thích hợp. Trợ giúp chỉnh sửa có sẵn. ( tháng 11 năm 2021 ) |

### Safari
Big Sur bao gồm Safari 14, cũng được phát hành cho macOS Catalina và macOS Mojave vào ngày 16 tháng 9 năm 2020. Safari 14 bao gồm các tính năng như trang chủ mới trong đó người dùng có thể tùy chỉnh các tính năng hiển thị ngoài khả năng đặt tùy chỉnh hình nền. Nó cũng cho phép người xem xem trước một trang và biểu tượng yêu thích trước khi truy cập trang đó. 
Safari 14 cũng bao gồm các bản dịch trang web tích hợp sẵn bằng tiếng Anh, tiếng Tây Ban Nha, tiếng Đức, tiếng Pháp, tiếng Nga, tiếng Trung và tiếng Bồ Đào Nha cũng như hỗ trợ nội dung 4K HDR từ Netflix trên máy Mac có chip Apple T2 , mặc dù không có bản dịch nào trong số này được cung cấp cho macOS Catalina và Mojave. 
Các tính năng bảo mật như Chuỗi khóa iCloud (thông báo cho người dùng về mật khẩu bị xâm phạm), quản lý quyền riêng tư của tiện ích mở rộng và Báo cáo quyền riêng tư (giám sát trình theo dõi quyền riêng tư và tăng thêm tính bảo mật của Safari) đã được thêm vào Safari 14. [33] Người dùng hiện cũng có thể nhập mật khẩu từ Trình duyệt Chrome của Google ngoài việc được thông báo về mật khẩu bị xâm phạm.
Safari 14 cũng hỗ trợ API WebExtensions, định dạng hình ảnh WebP cũng như giải mã VP9 , giải mã sau này cho phép phát lại nội dung 4K và HDR từ YouTube . Ngoài ra, nó cho phép hiệu suất tốt hơn và hiệu quả năng lượng.
Safari 14 đã kết thúc hỗ trợ cho Adobe Flash Player vào tháng 9, 3 tháng trước khi nó ngừng hoạt động vào ngày 31 tháng 12 năm 2020. 

### Tin nhắn
Ứng dụng Tin nhắn đã được viết lại dựa trên công nghệ Catalyst của Apple  để cho phép ứng dụng này có tính năng tương đương với đối tác iOS. Phiên bản mới của ứng dụng bao gồm một thiết kế tinh tế cũng như khả năng ghim tối đa chín cuộc hội thoại có thể đồng bộ hóa trên iOS , iPadOS và macOS . Người dùng hiện cũng được phép tìm kiếm tin nhắn và chia sẻ tên và ảnh của họ. Hình thu nhỏ của ảnh giờ đây cũng có thể được sử dụng cho các cuộc trò chuyện nhóm trên ứng dụng.
Ngoài ra, người dùng có thể đề cập đến các liên hệ bằng cách đặt biểu tượng @ trước tên của họ. Họ cũng có thể trả lời các tin nhắn cụ thể. Memojis , hình đại diện 3d cũng được cung cấp trên Tin nhắn.  Trên Tin nhắn, giờ đây người dùng có thể chọn ảnh dựa trên các thông số. 
Ở Ấn Độ , hiệu ứng tin nhắn văn bản đã được thêm vào khi người dùng gửi một số văn bản nhất định (ví dụ: nhắn tin "Happy Holi" sẽ khiến người dùng nhìn thấy hiệu ứng).

### Thay đổi đối với Mac App Store
Mac App Store đang hiển thị danh mục Tiện ích mở rộng Safari
Các cải tiến và tính năng mới của Mac App Store bao gồm:
- Phần "nhãn dinh dưỡng" mới dành riêng cho dữ liệu và thông tin mà ứng dụng thu thập, cũng có trong iOS App Store
- Danh mục tiện ích mở rộng mới cho Safari
- Các tiện ích Trung tâm thông báo của bên thứ ba, tương tự như các tiện ích cũng được thêm vào iOS và iPadOS 14.
- Khả năng chia sẻ mua hàng trong ứng dụng và đăng ký trên máy Mac thông qua iCloud Family Sharing

### Ảnh
- Knăng chỉnh sửa mới
- Cải tiến công cụ Retouch
- Tính năng thu phóng mới trong chế độ xem

### Bản đồ
- Ảnh toàn cảnh 360° ở cấp đường phố tương tác " Nhìn xung quanh ", lần đầu tiên được triển khai trong phiên bản Bản đồ iOS 13 , đã được tích hợp vào phiên bản Bản đồ macOS.
- Có sẵn các hướng dẫn cho người đi xe đạp.
- Định tuyến xe điện , dựa trên khoảng cách đến các trạm sạc và theo dõi mức pin (trên các kiểu xe được chọn).
- Hướng dẫn khám phá những địa điểm mới.

### Voice Memos
- Một cấu trúc tệp đã được triển khai để cho phép tổ chức các bản ghi trong các thư mục
- Các bản ghi có thể được đánh dấu là Mục ưa thích để truy cập tiếp theo dễ dàng hơn
- Thư mục thông minh tự động nhóm các bản ghi Apple Watch, bản ghi đã xóa gần đây và Mục ưa thích

### Các Ứng dụng (App) khác:
- About This Mac
- Activity Monitor
- AirPort Utility
- Archive Utility
- Audio MIDI Setup
- Automator
- Bluetooth File Exchange
- Books
- Boot Camp Assistant
- Calculator
- Calendar
- Chess
- ColorSync Utility
- Console
- Contacts
- Dictionary
- Digital Color Meter
- Directory Utility
- Disk Utility
- DVD Player
- Expansion Slot Utility
- FaceTime
- Feedback Assistant
- Find My
- Finder
- Folder Actions Setup
- Font Book
- Grapher
- Home
- Image Capture
- iOS App Installer
- Keychain Access
- Mail
- Launchpad
- Migration Assistant
- Mission Control
- Music
- Network Utility
- News (only available for Australia, Canada, United Kingdom, and United States)
- Photo Booth
- Podcasts
- Preview
- QuickTime Player
- Reminders
- Screenshot (succeeded Grab since macOS 10.14 Mojave)
- Script Editor
- Siri
- Stickies
- Stocks
- Storage Management
- System Information
- Terminal
- TextEdit
- Ticket Viewer
- Time Machine
- TV
- VoiceOver Utility
- Wireless Diagnostics

## Tính năng bị xóa
- Tiện ích Trung tâm Thông báo Máy tính
- Tùy chọn chuyển đổi Làm mịn phông chữ trong Tùy chọn hệ thống
- Hỗ trợ trong Safari cho các plugin AdBlock như uBlock Origin
- Đã xóa tùy chọn không có đồng hồ trong thanh menu.

## Chỉ trích
Việc triển khai Big Sur gặp phải một số vấn đề.  Việc nâng cấp lên bản phát hành công khai ban đầu của Big Sur (phiên bản 11.0.1) đã làm hỏng một số máy tính, khiến chúng không sử dụng được. Nhiều trong số này là MacBook Pro 2013 và 2014, mặc dù các vấn đề cũng được quan sát thấy trên MacBook Pro 2019 và iMac cùng năm.  Việc triển khai ban đầu cũng làm gián đoạn quá trình công chứng ứng dụng của Apple, gây ra tình trạng chậm ngay cả trên các thiết bị không chạy Big Sur.  Người dùng cũng báo cáo rằng bản cập nhật chậm hoặc thậm chí có thể không cài đặt được.  Các ứng dụng macOS Catalina và Big Sur mất nhiều thời gian để tải do sự cố Gatekeeper . 
Các vấn đề đang diễn ra với đại dịch COVID-19 khiến người dùng khó có thể đến Apple Store để sửa máy của họ.  Ngay sau đó, Apple đã đưa ra một loạt các bước giải thích cách khôi phục các máy Mac này. 
Một số ứng dụng của Apple chạy trên các phiên bản đầu tiên của Big Sur đã được báo cáo là vượt qua tường lửa , gây lo ngại về quyền riêng tư và bảo mật.  Điều này đã được giải quyết với việc phát hành macOS Big Sur 11.2, loại bỏ danh sách trắng cho các chương trình tích hợp.  Ngược lại, các chuyên gia bảo mật đã báo cáo rằng Big Sur sẽ kiểm tra chứng chỉ của ứng dụng mỗi khi nó chạy, làm giảm hiệu suất hệ thống. Đã có báo cáo rằng hệ điều hành gửi lại hash cho Apple của mỗi chương trình được chạy và khi nó được thực thi.  Apple trả lời rằng quy trình này là một phần trong nỗ lực bảo vệ người dùng khỏi phần mềm độc hại được nhúng trong các ứng dụng được tải xuống bên ngoài Mac App Store .
Một số người dùng đã báo cáo sự cố khi kết nối màn hình ngoài với máy Mac chạy Big Sur 11.1 và 11.2. 
Khi nâng cấp máy Mac từ 10.13, 10.14 và 10.15 lên Big Sur, quá trình nâng cấp có thể bị kẹt vì những lý do dường như không rõ ràng. Chỉ khôi phục toàn bộ hệ thống từ bản sao lưu mới giải quyết được vấn đề này. Vào ngày 21 tháng 10 năm 2021, một giải pháp đã được biết đến yêu cầu xóa tới vài trăm nghìn tệp tạm thời dư thừa trong các thư mục hệ thống. 

## Tính dễ bị tổn thương
Vào năm 2021, đã có báo cáo về hai phần mềm độc hại đã lây nhiễm macOS và bao gồm cả mã x86-64 và ARM64. Lỗi đầu tiên được phát hiện vào đầu năm 2021.  Lỗi thứ hai, Silver Sparrow , được phát hiện trên gần 30.000 máy Mac vào tháng 2 năm 2021. 

## Lịch sử phát hành
Bản phát hành công khai của macOS 11 Big Sur đã bắt đầu với 11.0.1 dành cho máy Mac của Intel. Phiên bản 11.0 đã được cài đặt sẵn trên máy Mac silicon của Apple và Apple khuyên những người dùng phiên bản đó nên cập nhật lên 11.0.1. 
|  | Bản phát hành trước |  | Phát hành hiện tại |  | Phiên bản beta hiện tại |

| Phiên bản | Xây dựng       | Ngày phát hành            | Phiên bản Darwin                                                     | ghi chú phát hành                  |
| --------- | -------------- | ------------------------- | -------------------------------------------------------------------- | ---------------------------------- |
| 11.0      | 20A2411        | 17 Tháng mười một, 2020   | 20.1.0 xnu-7195.41.8~9                                               | ghi chú phát hành Nội dung bảo mật |
| 11.0.1    | 20B29          | Ngày 12 tháng 11 năm 2020 | 20.1.0 xnu-7195.50.7~2                                               | ghi chú phát hành Nội dung bảo mật |
| 11.0.1    | 20B50          | 19 Tháng mười một, 2020   | 20.1.0 xnu-7195.50.7~2                                               | ghi chú phát hành Nội dung bảo mật |
| 11.1      | 20C69          | 14 Tháng Mười Hai, 2020   | 20.2.0 xnu-7195.60.75~1                                              | ghi chú phát hành Nội dung bảo mật |
| 11.2      | 20D64          | ngày 1 tháng 2 năm 2021   | 20.3.0 xnu-7195.81.3~1                                               | ghi chú phát hành Nội dung bảo mật |
| 11.2.1    | 20D74          | 9 Tháng Hai, 2021         | 20.3.0 xnu-7195.81.3~1                                               | ghi chú phát hành Nội dung bảo mật |
| 11.2.1    | 20D75          | 15 Tháng Hai, 2021        | 20.3.0 xnu-7195.81.3~1                                               | ghi chú phát hành Nội dung bảo mật |
| 11.2.2    | 20D80          | 25 Tháng Hai, 2021        | 20.3.0 xnu-7195.81.3~1                                               | ghi chú phát hành                  |
| 11.2.3    | 20D91          | 8 Tháng Ba, 2021          | 20.3.0 xnu-7195.81.3~1                                               | ghi chú phát hành Nội dung bảo mật |
| 11.3      | 20E232         | 26 Tháng Tư, 2021         | 20.4.0 xnu-7195.101.1~3                                              | ghi chú phát hành Nội dung bảo mật |
| 11.3.1    | 20E241         | Ngày 3 tháng 5 năm 2021   | 20.4.0 xnu-7195.101.2~1                                              | ghi chú phát hành Nội dung bảo mật |
| 11.4      | 20F71          | 24 Tháng Năm, 2021        | 20.5.0 xnu-7195.121.3~9                                              | ghi chú phát hành Nội dung bảo mật |
| 11,5      | 20G71          | Ngày 21 tháng 7 năm 2021  | 20.6.0 xnu-7195.141.2~5 Thứ tư ngày 23 tháng 6 00:26:31 PDT 2021     | ghi chú phát hành Nội dung bảo mật |
| 11.5.1    | 20G80          | Ngày 26 tháng 7 năm 2021  | 20.6.0 xnu-7195.141.2~5 Thứ tư ngày 23 tháng 6 00:26:31 PDT 2021     | ghi chú phát hành Nội dung bảo mật |
| 11.5.2    | 20G95          | Ngày 11 tháng 8 năm 2021  | 20.6.0 xnu-7195.141.2~5 Thứ tư ngày 23 tháng 6 00:26:31 PDT 2021     | ghi chú phát hành                  |
| 11.6      | 20G165         | Ngày 13 tháng 9 năm 2021  | 20.6.0 xnu-7195.141.6~3 Thứ Hai, ngày 30 tháng 8 06:12:21 PDT 2021   | ghi chú phát hành Nội dung bảo mật |
| 11.6.1    | 20G224         | Ngày 25 tháng 10 năm 2021 | 20.6.0 xnu-7195.141.8~1 Thứ ba ngày 12 tháng 10 18:33:42 PDT 2021    | ghi chú phát hành Nội dung bảo mật |
| 11.6.2    | 20G314         | Ngày 13 tháng 12 năm 2021 | 20.6.0 xnu-7195.141.14~1 Thứ tư ngày 10 tháng 11 22:23:07 PST 2021   | ghi chú phát hành Nội dung bảo mật |
| 11.6.3    | 20G415         | Ngày 26 tháng 1 năm 2022  | 20.6.0 xnu-7195.141.19~2 Thứ tư ngày 12 tháng 1 22:22:42 PST 2022    | ghi chú phát hành Nội dung bảo mật |
| 11.6.4    | 20G417         | Ngày 14 tháng 2 năm 2022  | 20.6.0 xnu-7195.141.19~2 Thứ tư ngày 12 tháng 1 22:22:42 PST 2022    | ghi chú phát hành                  |
| 11.6.5    | 20G527         | Ngày 14 tháng 3 năm 2022  | 20.6.0 xnu-7195.141.26~1 Thứ ba ngày 22 tháng 2 21:10:41 PST 2022    | ghi chú phát hành Nội dung bảo mật |
| 11.6.6    | 20G624         | 16 Tháng Năm, 2022        | 20.6.0 xnu-7195.141.29~1 Thứ ba ngày 19 tháng 4 21:04:45 PDT 2022    | ghi chú phát hành Nội dung bảo mật |
| 11.6.7    | 20G630         | Ngày 9 tháng 6 năm 2022   | 20.6.0 xnu-7195.141.29~1 Thứ ba ngày 19 tháng 4 21:04:45 PDT 2022    | ghi chú phát hành                  |
| 11.6.8    | 20G730         | Ngày 20 tháng 7 năm 2022  | 20.6.0 xnu-7195.141.32~1 Thứ Ba ngày 21 tháng 6 20:50:28 PDT 2022    | ghi chú phát hành Nội dung bảo mật |
| 11.7      | 20G817         | Ngày 12 tháng 9 năm 2022  | 20.6.0 xnu-7195.141.39~2 Thứ Hai, ngày 29 tháng 8 04:31:06 PDT 2022  | ghi chú phát hành Nội dung bảo mật |
| 11.7.1    | 20G918         | Ngày 24 tháng 10 năm 2022 | 20.6.0 xnu-7195.141.42~1 Thứ Năm, ngày 29 tháng 9 20:15:11 PDT 2022  | ghi chú phát hành Nội dung bảo mật |
| 11.7.2    | 20G1020        | Ngày 13 tháng 12 năm 2022 | 20.6.0 xnu-7195.141.46~1 CN ngày 6 tháng 11 23:17:00 PST 2022        | ghi chú phát hành Nội dung bảo mật |
| 11.7.3    | 20G1116        | Ngày 23 tháng 1 năm 2023  | 20.6.0 xnu-7195.141.49~1 Thứ Sáu, ngày 16 tháng 12 00:35:00 PST 2022 | ghi chú phát hành Nội dung bảo mật |
| 11.7.4    | 20G1120        | Ngày 15 tháng 2 năm 2023  | 20.6.0 xnu-7195.141.49~1 Thứ Sáu, ngày 16 tháng 12 00:35:00 PST 2022 | ghi chú phát hành                  |
| 11.7.5    | 20G1225 ( RC ) | 21 Tháng Ba, 2023         |                                                                      |                                    |

## Liên kết
- macOS Big Sur